# Nils Axelsson
Nils Axelsson (Helsingborg, 18 januari 1906 – aldaar, 18 januari 1989) was een Zweeds voetballer die tijdens zijn gehele  carrière uitkwam voor Helsingborgs IF. Axelsson maakte als verdediger deel uit van het Zweeds voetbalelftal dat deelnam aan het WK voetbal 1934 in Italië. Met Helsingborgs IF won hij vijfmaal de Zweedse landstitel (1929, 1930, 1933, 1934 en 1941) en één keer de Zweedse beker (1942). Hij overleed op 83-jarige leeftijd.